# Problema dels aniversaris
El problema dels aniversaris és un famós problema de probabilitat i estadística. Cerca una solució per a determinar la probabilitat que hi ha en grup de n persones que almenys dues coincideixin en la data de naixement, s'entén dia i mes, tenint en compte que l'any té sempre 365 dies.
Es parla de paradoxa, perquè hi ha una discrepància entre la intuïció, que ens fa pensar que és rar i que cal un gran nombre, quan el càlcul de probabilitat pot provar que a partir d'un grup de 23 persones, la probalitat és 50% i a partir d'un grup de 57 persones és 99%. De fet, amb 23 persones, ens és menester de considerar 23 × 222 = 253 parells, que ja és més de la meitat del nombre de dies en un any.
És un cas particular del càlcul de probabilitat d'una coincidència. Es sol atribuir la descripció d'aquest problema a Harold Davenport (1907-1969) devers 1927, tot i que va ser publicat per primera vegada pel matemàtic austríac Richard von Mises (1883-1953) el 1939.

## Resolució
Calcularem la probabilitat de la coincidència per grups de 10, 20 i 50 persones. D'aquesta manera la probabilitat de cap coincidència per a grups de n persones és un quocient: el factorial de 365 (dies) dividit entre el factorial de 365 menys el nombre n de persones multiplicat per 365 elevat al nombre de persones.
- Grup de 10 persones: p (alguna coincidència) = 11,7%

- Grup de 20 persones: p (alguna coincidència) = 41,4%

- Grup de 50 persones: p (alguna coincidència) = 97,0%

Així arribem a la conclusió que per a grups en què n és igual o més gran que 50, la probabilitat d'almenys una coincidència és pràcticament 1.